# Leptodactylus stenodema
Leptodactylus stenodema là một loài ếch thuộc họ Leptodactylidae.
Loài này có ở Brasil, Colombia, Ecuador, Guyane thuộc Pháp, Guyana, Peru, Suriname, và có thể cả Bolivia.
Môi trường sống tự nhiên của chúng là rừng ẩm vùng đất thấp nhiệt đới hoặc cận nhiệt đới, sông ngòi, đầm nước ngọt, đầm nước ngọt có nước theo mùa, và rừng trước đây suy thoái nghiêm trọng.
Chúng hiện đang bị đe dọa vì mất môi trường sống.